# Samuel Magill
Samuel Magill ist ein US-amerikanischer Cellist.
Magill studierte an der North Carolina School of the Arts, am Peabody Institute und an der Rice University. Seine Cellolehrer waren Zara Nelsova, Laurence Lesser und Irving Klein. Er war stellvertretender Erster Cellist des Orchesters der Metropolitan Opera und Mitglied des Houston Symphony Orchestra und des Pittsburgh Symphony Orchestra. Als Erster Cellist und Solist des New York Symphonic Ensemble spielte er auf einer Japantournee die Cellokonzerte von Peter Tschaikowski, Camille Saint-Saëns, Antonín Dvořák, Ernst von Dohnányi, Robert Schumann, Johannes Brahms und Ludwig van Beethoven. Die Konzerte Tschaikowskis und von Dohnányis wurden von der Panasonic Corporation für eine CD aufgezeichnet. Seine erste Aufnahme beim Label Naxos war Vernon Dukes Cellokonzert, sie wurde vom American Record Guide als "flat-out magnificent" gelobt. Sehr positiv äußerte sich auch The Strad über seine Ersteinspielung von Franco Alfanos Cellosonate.
Mit dem Flötisten Lucian Rinando und der Harfenistin Mélanie Genin gründete Magill das Trio Sono Auros, das sein erfolgreiches New Yorker Debüt in der Weill Recital Hall der Carnegie Hall hatte. Weitere Kammermusikpartner waren u. a. die Pianisten Oxana Yablonskaya, Linda Hall, Pascal Rogé und Grant Johannesen. Auf zwei CDs aus dem Jahr 2014 stellte er unter anderem Musik des französischen Komponisten René de Castéra vor. Mit der Pianistin Beth Levin nahm er 2015 Andrew Rudins Cellosonate und 2016 eine CD mit Beethovens Kreutzersonate, Artur Schnabels Solosonate und als Weltersteinspielung Emánuel Moórs Ballade auf.

## Weblink
- Website von Samuel Magill